# Oxdonk
Oxdonk, vaak ook Oksdonk, is een gehucht van de Belgische fusiegemeente Kapelle-op-den-Bos. Het wordt van het dorp Kapelle-op-den-Bos gescheiden door de spoorweg aan de noordkant en de Willebroekse Vaart aan de westkant. Het telt zo'n 300 gezinnen.

## Toponymie
Oxdonk is afgeleid van Haaksdonk (er is ook een Haaksdonkweg). Het gebied staat al eeuwen bekend als een heideachtig gebied met slechte, voor de landbouw vrij waardeloze grond. Er werd zelfs vaak gesproken over woestyne (woestenij). Dit gebied strekte zich uit over heel Londerzeel en Kapelle-op-den-Bos. Dit gebied kwam in Oxdonk samen in een punt (haak), vandaar de naam. Door eeuwen van landbouw is dit natuurlijk niet meer het geval.

## Geschiedenis

### voor de 20e eeuw
Het Kasteel Coninckxsteen (Koningsteen) werd voor het eerst vermeld in de 14e eeuw, de eerste eigenaar was Bouden van Houthem. Het gehucht is gelegen op een vroegere verbindingsweg naar de weg van Kapelle naar Nieuwenrode. Deze weg ging teloor doordat het Kanaal van Willebroek (Zeekanaal Brussel-Schelde) werd gegraven (1550) en de enige brug in Kapelle kwam. In 1770 wordt het op de Ferrariskaarten vermeld als Hoixdonck, in die periode werd het ook vermeld als Haeksdonck. In het gehucht staat het eeuwenoude Kasteel Koningsteen. Het deeltje 'steen' staat in de naam ervan omdat het het eerste stenen gebouw van het dorp was. 
In 1674 hoorde Oxdonk bij Leest. In de bevolkingstelling werd het vermeld als Haxdonck. Het gehucht telde toen 11 gezinnen, in totaal waren dit 54 mensen.

### 20e eeuw en later
Eind 1968 werd aan de inwoners van Oxdonk bekendgemaakt dat heel wat huizen gesloopt moesten worden voor de uitbreiding van het Zeekanaal Brussel-Schelde, wat al vermoed werd omdat begin jaren 1960 het Luna-Parc al werd ontmanteld. De gezinnen die hun huis verloren, verhuisden grotendeels naar Kapelle-op-den-Bos.
Het gehucht behoorde tot lang in het moderne era toe aan de gemeente Zemst. Het lag echter ver van het centrum van Zemst (12 km) en rechtstreekse wegen naar Zemst door de gemeente waren er niet. Oxdonk werd in 1971 overgeheveld naar gemeente Kapelle-op-den-Bos; Oxdonk ligt immers maar 2 km verwijderd van Kapelle-op-den-Bos.

### Luna-Parc
Vanaf 1923-24 bevond er zich ten zuiden van Oxdonk het "Luna-Parc", vlak aan het kanaal. Dit park was bekend voor zijn feeërieke verlichting en werd in de volksmond "de maritime" genoemd. In het begin werden de toeristen, die meestal uit Brussel kwamen, vervoerd met 2 boten ("mouches"), later waren dit er al 9. Er was een grote speeltuin met o.a. draaimolen, een souvenirwinkeltje, café, roomijsverkoop, ... In de Tweede Wereldoorlog werden de meeste "mouches" vernietigd en na de oorlog moest het in populariteit inboeten: de laatste "mouche" voer in 1955. Het Zeekanaal Brussel-Schelde werd in de jaren 1960 verbreed en het Luna-Parc werd ontmanteld in begin jaren 1960 door een Humbeekse firma.